# Кремови
Кремови, кринови, още лилиеви или лилейни (Liliaceae), са семейство растения от клас Едносемеделни. Единствено тези растения могат пълноправно да се нарекат лилии. Те са около 3500 вида. Разпространени са из целия свят. Включват многогодишни тревисти растения.
Стъблата им са образувани от коренища. Листата им често са дълги и тънки, прости са и са разположени последователно или събрани в основата на стъблото. Цветовете са двуполови, правилни, единични или в съцветие. Околоцветникът е прост, образуван е от 6 околоцветни листчета, които са сраснали. Тичинките са 6 на брой, разположени в два кръга. Плодникът е един с тристранно близалце и горен яйчник. Плодът е един, по принцип кутийка или ягода.
Семейство Кремови са предимно декоративни, но включват и някои видове, които се използват в медицината. Цветна формула на семейството е О3+3 Т3+3 П (_3).
Преди семейство Кремови е включвало много повече родове от сега. Всички те обаче са били съвсем погрешно поставени в него, но вече са строго прекласифицирани в отделни семейства. Някои от тях са например Convallaria (Момина сълза), Narcissus (Нарцис), Aloe (Алое) и др.
В системата APG II семейството включва следните родове:
Подсемейство Lilioideae
- Cardiocrinum
- Erythronium
- Fritillaria – Ведрица
- Gagea – Жълт гарвански лук
- Lilium – Крем
- Lloydia
- Nomocharis
- Notholirion
- Tulipa – Лале

Подсемейство Calochortoideae
- Calochortus – Калохортус
- Prosartes
- Scoliopus
- Streptopus
- Tricyrtis

Подсемейство Medeoloideae
- Clintonia
- Medeola